# Бальбоа, Алекс
Алеха́ндро Бальбо́а Банде́йра (исп. Alejandro 'Álex' Balboa Bandeira; род. 6 марта 2001, Витория-Гастейс, Испания) — футболист Экваториальной Гвинеи, полузащитник испанского клуба «Луго» и сборной Экваториальной Гвинеи.

## Клубная карьера
Бальбоа — воспитанник клубов «Аурерра де Витория» и «Алавес». В 2020 году Алехандро присоединился к «Сан-Игнасио», после чего в 2021 году вернулся в «Алавес», где в начале выступал за дублирующую команду. 13 августа 2022 года в матче против «Леганес» он дебютировал в Сегунде. Летом 2023 года Бальбоа перешёл в «Уэску» на правах аренды. 13 августа в матче против «Бургоса» он дебютировал за новый клуб.
4 июля 2024 года подписал двухлетний контракт с нидерландским клубом «Алмере Сити». 10 августа дебютировал за клуб в матче Эредивизи против АЗ. 21 декабря забил дебютный гол в матче с «Херенвеном».

## Международная карьера
7 сентября 2021 года в товарищеском матче против сборной Мавритании Бальбоа дебютировал за сборную Экваториальной Гвинеи. В том же году Алекс принял участие в Кубке Африки в Камеруне. На турнире он сыграл в матчах против сборных Алжира, Сьерра-Леоне, Мали и Сенегала.